# Szilfa-lombbagoly
A szilfa-lombbagoly (Cosmia diffinis)  a rovarok (Insecta) osztályának a lepkék (Lepidoptera) rendjéhez, ezen belül a bagolylepkefélék (Noctuidae) családjához tartozó faj.

## Elterjedése
Közép-és Dél-Európában elterjedt faj, nedves erdőkben, cserjésekben és parti területeken, de kertekben és parkokban is megtalálható. Kedveli a nedvesség és a meleget.

## Megjelenése
- lepke: szárnyfesztávolsága: 29–35 mm. Az első szárnyak  erős vöröses barna vagy lilás színűek, fehér hullámvonalak és a szárny szélén kisebb fehér foltok tarkítják. A hátsó szárnyak szürkésbarna alapszínűek sárga szegéllyel.
- pete: szabálytalan gömb alakú,  lapos alap erős hosszanti bordákkal és először zöldes, majd vöröses színű.
- hernyó:  szürke vagy zöld színű, fehér hát és oldalvonalakkal
- báb: vörös-barna színű

## Életmódja
- nemzedék: egy nemzedéke van évente, júniustól augusztusig rajzik.
- hernyók tápnövényei: a szil (Ulmus),  és különösen az alacsony bokrok közötti szilfa leveleken/levelekkel táplálkoznak

## Fordítás
- Ez a szócikk részben vagy egészben  a   Weißflecken-Ulmeneule című német Wikipédia-szócikk fordításán alapul.  Az eredeti cikk szerkesztőit annak laptörténete sorolja fel. Ez a jelzés csupán a megfogalmazás eredetét és a szerzői jogokat jelzi, nem szolgál a cikkben szereplő információk forrásmegjelöléseként.